# Борщево (Хохольський район)
Борще́во (рос. Борщево, Борщёво) — село в Росії, Хохольському районі Воронезької області. Адміністративний центр Борщевського сільського поселення.
Населення складає 217 осіб (за переписом 2010 року).
Розташоване на правому березі Дону в історичній області Слобожанщина.

## Археологічні розвідки
На території та в околицях поселення відкрито три пізньопалеолітичні стоянки оріньяцько-солютрейського, мадленського та азільського часу.
Біля Борщева відкрито також городище роменської культури 8—9 ст. (розташоване на високому мисі берега Дону і укріплене валом та ровом). Тут знайдено залишки напівземлянкових жител, зернові ями і господарські приміщення, багато глиняного посуду, виробів із заліза та каменю (жорна), які свідчать про землеробський характер господарства жителів. Вони займались також скотарством, рибальством. В околицях городища розташовані кургани з похованнями за древньослов'янським звичаєм (трупоспалення).
Археологічні знахідки Борщева характеризують життя східних слов'ян до утворення Русі.

## Історія
За даними 1859 року у казенному селі Коротояцького повіту Воронізької губернії мешкало 3051 особа (1423 чоловічої статі та 1618 — жіночої), налічувалось 424 дворових господарства, існувала православна церква, відбувався щорічний ярмарок.
Станом на 1886 рік у колишньому державному селі, центрі Борщевської волості, мешкало 2949 осіб, налічувалось 506 дворових господарств, існували православна церква, школа, поштова станція, 4 лавки, 17 вітряних млинів, відбувались 2 ярмарки на рік.
За переписом 1897 року кількість мешканців зросла до 3467 осіб (1694 чоловічої статі та 1773 — жіночої), з яких всі — православної віри.

## Населення
| 1859 | 1900  | 2010 |
| ---- | ----- | ---- |
| 3042 | ↗3883 | ↘217 |